# Prinsessen på ærten
 For alternative betydninger, se Prinsessen på ærten (flertydig). (Se også artikler, som begynder med Prinsessen på ærten)
Prinsessen på ærten (oprindeligt Prindsessen paa Ærten) er et eventyr af H.C. Andersen.
Eventyret blev første gang udgivet i H.C. Andersens første eventyrsamlingen hæftet Eventyr, fortalte for Børn udgivet den 18. maj 1835.
Den er baseret på et folkeeventyr og bliver betragtet som et "litterært eventyr".
Om de tre eventyr i eventyrsamlingen der var baseret på folkeeventyr forklarede H.C. Andersen senere i samlingen Eventyr og Historier fra 1863: "De tre første Eventyr havde jeg i min Barndom hørt i Spindestuen og ved Humleplukningen".
Prinsessen på ærten er ganske kort. Eventyrets hovedperson gennemgår ikke folkeeventyrs sædvanlige tre prøver, men blot en enkelt prøve.
H.C. Andersens håndskrift til Prindsessen paa Ærten findes i Den Collinske Manuskriptsamling på Det Kongelige Bibliotek.